# Kolbeinn Sigþórsson
Kolbeinn Sigþórsson, auch Kolbeinn Sigthorsson, [kʰɔlpɛi̯tn̥ ˈsɪɣ.θou̯r̥ˌsɔn] (* 14. März 1990 in Reykjavík) ist ein isländischer Fußballspieler. Der Stürmer gewann mit Ajax Amsterdam dreimal die niederländische Meisterschaft und ist Rekordtorschütze der isländischen Nationalmannschaft. Kolbeinn stand zuletzt beim schwedischen Erstligisten IFK Göteborg unter Vertrag.

## Karriere

### Im Verein
Kolbeinn Sigþórsson wurde in seinem Jugendclub Víkingur Reykjavík ausgebildet und gab sein Profidebüt 2006 für HK Kópavogur. 2007 wechselte er zum niederländischen Verein AZ Alkmaar. Im Januar 2011 erzielte er in einem Ligaspiel gegen VVV Venlo fünf Tore. Damit ist Kolbeinn der zweite ausländische Profi nach Afonso Alves, der mehr als vier Tore in einem Spiel der Eredivisie erzielte.
Am 4. Juli 2011 unterschrieb er einen Vierjahresvertrag bei Ajax Amsterdam und wurde in der Saison 2011/12 mit der Mannschaft niederländischer Meister. Nach einer längeren Verletzungspause in der Hinrunde der Saison 2012/13 erspielte sich Kolbeinn einen Stammplatz und stand ab dem 24. Spieltag durchgehend in der Startformation. In den Saisons 2012/13 und 2013/14 wurde er mit Alax erneut niederländischer Meister. Insgesamt absolvierte er 80 Ligaspiele und erzielte 31 Tore für Ajax.
Zur Saison 2015/16 verpflichtete der französische Erstligist FC Nantes den Angreifer. Dort kam er seiner ersten Spielzeit auf 26 Einsätze, wobei er bei 19 Partien in der Startformation stand. In einer angriffsschwachen Elf (zweitgeringste Trefferzahl aller 20 Mannschaften), die über einen Rang im unteren Tabellenmittelfeld nicht hinauskam, steuerte Kolbeinn drei Tore bei.
Der türkische Verein Galatasaray Istanbul lieh den isländischen Stürmer im August 2016 für eine Spielzeit aus und hatte die Option, ihn für 3,8 Millionen Euro fest zu verpflichten. Kolbeinn erlitt im September 2016 eine Meniskusverletzung und fiel die gesamte Hinrunde aus. Galatasaray Istanbul löste den Vertrag am 29. Dezember 2016 vorzeitig auf und der verletzte Spieler kehrte zum FC Nantes zurück. Am 12. Mai 2018, dem vorletzten Spieltag der Saison 2017/18, wurde Kolbeinn schließlich nach seiner Verletzungspause erstmals wieder eingesetzt. In der Folgesaison kam er nicht mehr zum Einsatz, sodass sein Vertrag am 8. März 2019 aufgelöst wurde.
Am 30. März 2019 schloss er sich kurz vor Beginn der Saison 2019 dem schwedischen Erstligisten AIK Solna an. Sein Vertrag läuft bis 31. Dezember 2021.

### Nationalmannschaft
Nachdem Kolbeinn bereits für Jugendauswahlen Islands gespielt hatte, spielte er 2010 erstmals für die A-Nationalmannschaft.
Bei der Fußball-Europameisterschaft 2016 in Frankreich wurde er in das Aufgebot Islands aufgenommen. Beim Achtelfinalsieg über England schoss er in der 18. Spielminute das Siegtor zum 2:1. Im Viertelfinale erzielte er bei der 2:5-Niederlage gegen Frankreich das Tor zum 1:4. Mit seinem 26. Länderspieltor beim 2:0-Sieg im Qualifikationsspiel für die Fußball-Europameisterschaft 2021 gegen Andorra am 14. Oktober 2019 zog er mit Eiður Guðjohnsen als Rekordtorschütze der isländischen Nationalmannschaft gleich.
Am 30. August 2021 wurde Kolbeinn wegen kurz zuvor öffentlich bekannt gewordener sexueller Übergriffe aus der Nationalmannschaft ausgeschlossen. Einen Tag zuvor war Guðni Bergsson der Vorsitzende des isländischen Fußballverbandes KSÍ zurückgetreten, da er an der versuchten Vertuschung des Vorfalles beteiligt war.

## Erfolge
- Niederländischer Meister: 2012, 2013, 2014
- Niederländischer Supercupsieger: 2013